# Tanghin (Zoungou)
Pour les articles homonymes, voir Tanghin.
Tanghin , également orthographié Tanguin , est une commune rurale située dans le département de Zoungou de la province du Ganzourgou dans la région Plateau-Central au Burkina Faso.

## Géographie
Tanghin est situé à environ 2 km au sud-ouest de Zoungou, le chef-lieu du département, et à 13 km au sud-est de Zorgho.

## Santé et éducation
Le centre de soins le plus proche de Tanghin est le centre de santé et de promotion sociale (CSPS) de Zoungou, tandis que le centre médical avec antenne chirurgicale (CMA) se trouve à Zorgho.